# Luigi Pellegrini Scaramuccia

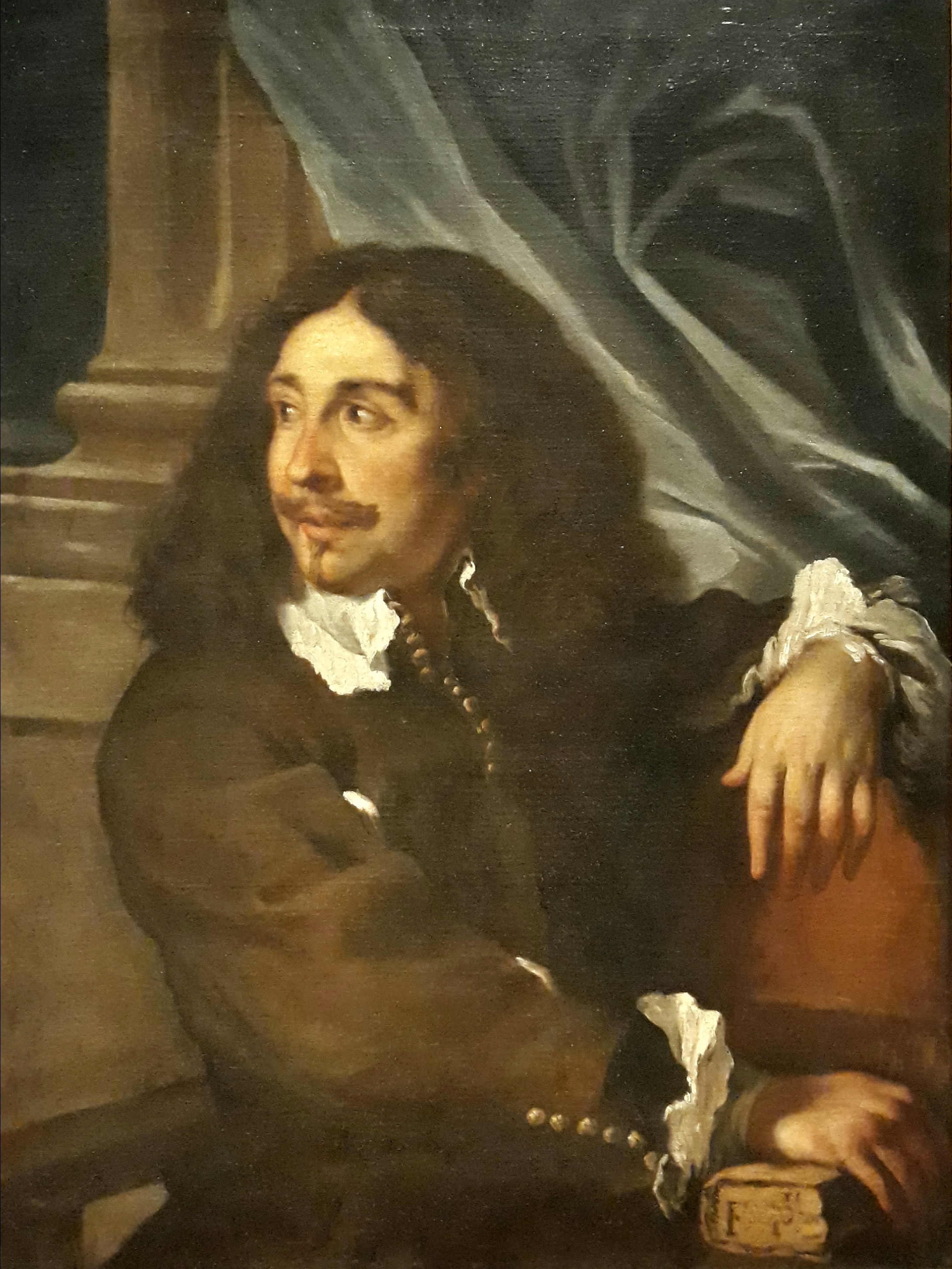
Ritratto di Luigi Scaramuccia di Francesco Cairo, 1657 ca. (Olio su tela, 95 × 73 cm) Milano, Pinacoteca di Brera

Luigi Pellegrini detto Scaramuccia o il Perugino (Perugia, 1616 – Milano, 1680) è stato un pittore e storico dell'arte italiano.

## Biografia

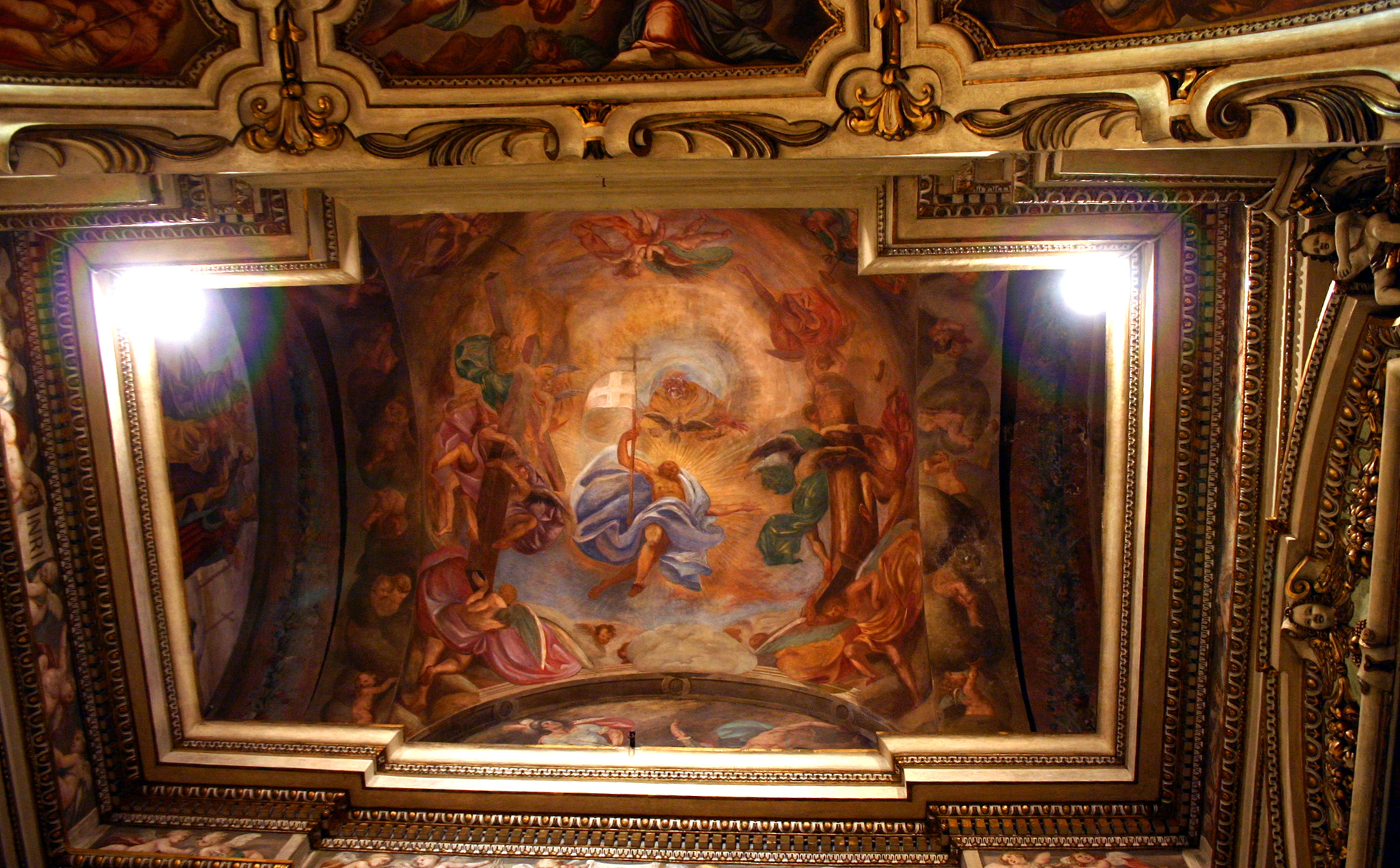
Luigi Pellegrini Scaramuccia, Resurrezione di Cristo. Milano, San Marco.

Nato a Perugia, egli lasciò le proprie opere lungo tutta la penisola, con punti di rilievo in città come Roma, Bologna e Milano. Egli è soprattutto conosciuto per essere stato un fine biografo e storico d'arte del periodo barocco. La sua opera maxima, Le finezze de' pennelli italiani, fu una delle prime compilazioni di biografie di artisti barocchi di Bologna e Milano (pubblicata nel 1674 a Pavia). Scrivendo con uno pseudonimo, viaggiò attraverso l'Italia e trasse molte informazioni da molti altri che avevano già discusso d'arte nelle loro opere come Raphaël Trichet du Fresne che aveva gettato le basi per un'introduzione ai trattati di Leonardo da Vinci nel 1651.
Per quanto riguarda la pittura, sappiamo di lui che fu allievo con Giovanni Domenico Cerrini di Guido Reni, e che lavorò sotto la direzione di Carlo Cignani, Lorenzo Pasinelli, Girolamo Bonini e Giovanni Maria Galli da Bibbiena, nella decorazione degli affreschi della Sala Farnese del Palazzo d'Accursio (attuale municipio) di Bologna.
Recatosi a Milano, nel 1670 dipinse una tela raffigurante Federico Borromeo visita gli appestati durante la pestilenza del 1630 per la Biblioteca Ambrosiana di Milano; questa era parte di un grandioso progetto ideato da Antonio Busca per decorare l'Accademia ambrosiana in onore al suo fondatore, Federico Borromeo appunto. I dipinti eseguiti richiamavano inoltre i cosiddetti Quadroni di San Carlo che illustrano la vita di San Carlo Borromeo e che si trovano nel Duomo di Milano. Altri pittori che collaborarono con la loro arte a questo progetto furono Ambrogio Besozzi, Cesare Fiore, Andrea Lanzani e Antonio Busca stesso. La galleria d'arte dell'Accademia di Brera conserva oggi un pregevole ritratto di Luigi Pellegrini Scaramuccia dipinto da un suo amico, Francesco Cairo.

## Opere principali
- Resurrezione di Cristo, Milano, Chiesa di San Marco
- Comunione mistica di Santa Caterina da Siena, Greco Milanese, chiesa di San Martino
- Martirio di San Pietro, Milano, 1642, Chiesa di San Vittore al Corpo
- Sant'Antonio libera dal demonio un'ossessa, Corbetta, 1648, Santuario Arcivescovile della Beata Vergine dei Miracoli
- Sant'Antonio fa testimoniare un morto, Corbetta, 1648, Santuario Arcivescovile della Beata Vergine dei Miracoli
- Il Beato Giorgio Laccioli che visita gli appestati, Milano, 1652-54, Chiesa di Santa Maria Incoronata
- Federigo Borromeo visita gli appestati durante la pestilenza del 1630, Milano, 1670, Biblioteca Ambrosiana
- Storie di Pio V, Pavia, 1673, Collegio Ghislieri
- Angelo Annunciante e Vergine Annunciata, Pavia, 1675, Pinacoteca Malaspina[4]
- Incoronazione di spine, 1657-1661; Flagellazione, 1667-1668, Cannobio, Santuario della Santissima Pietà